# José Sigler
José Sigler (1860-21 de septiembre de 1903) fue un pianista, compositor, escritor y cantante lírico español con registro de barítono.

## Biografía
Destinado a seguir una carrera literaria, la muerte de su padre le hizo desistir de ella y entonces se dedicó a la música, para la que reunía excepcionales aptitudes. Primeramente fue pianista de un café de Madrid y después estudió canto en el Conservatorio. En 1884 se presentó por primera vez al público en el teatro Recoletos de Madrid, actuando en muchas obras de género chico esa temporada.
Por entonces el público no estaba acostumbrado a que obras del llamado género chico fueran interpretadas por grandes voces educadas en escuelas de canto de manera que acogió con entusiasmo las actuaciones de este nuevo cantante. Sus éxitos hicieron que se centrara en la interpretación de zarzuelas de todo tipo, incluso la zarzuela grande. El repertorio de zarzuelas fue extenso con obras que ya se habían estrenado y muchas otras que él mismo estrenó como ocurrió en 1895 con la ópera La Dolores de Tomás Bretón, La tempranica (1900) de Gerónimo Giménez o La barcarola (1901) de Fernández Caballero. Esta última tenía un dúo compartido con la cantante Lucrecia Arana que llegó ser un gran y popular éxito.
Los teatros más frecuentados durante su carrera fueron el Príncipe Alfonso, Maravillas, Apolo, Eslava y Zarzuela. Además de ser intérprete fue libretista y compositor de zarzuelas muchas de las cuales se conservan en el archivo de la SGAE.  Falleció en Madrid  el 21 de septiembre de 1903. Fue enterrado en el cementerio de Santa María.